# Base Jean Corbel
La base Jean Corbel è una base di ricerca scientifica francese situata nelle vicinanze di Ny-Ålesund, nelle isole Svalbard.
Dedicata a Jean Corbel (geografo e speleologo francese pioniere degli studi francesi nelle Svalbard), fa parte insieme alla base Charles Rabot dell'Istituto polare francese Paul Émile Victor (IPEV) e, dal 2003, dell'organizzazione congiunta AWIPEV (unione del francese IPEV e del tedesco Istituto Alfred Wegener per la ricerca marina e polare, o AWI).
È una base estiva grande circa 150 m² che può contenere circa 8 persone; è situata a circa 5 km a sud-est di Ny-Ålesund, in una posizione relativamente isolata da potenziali fonti di inquinamento antropico, necessario per gli studi atmosferici complementari a quelli portati avanti dal Norsk Polarinstitutt allo Zeppelin Observatory su una montagna retrostante Ny-Ålesund.
Oltre alle ricerche in campo atmosferico, vengono condotti anche studi biologici, ecologici, geologici, atmosferici, oceanografici, glaciologici e geofisici.